# Jean II de Dampierre
Jean II de Dampierre, né entre 1251 et 1253 et mort avant novembre 1307, est le fils aîné de Jean Ier de Dampierre, seigneur de Dampierre et de Saint-Dizier dans le comté de Champagne, et de son épouse Laure de Lorraine,.

## Biographie
En 1258, à la mort de son père Jean Ier de Dampierre, il hérite de la seigneurie familiale de Dampierre ainsi que celles de Sompuis et Éclaron plus une partie de celle de Saint-Dizier, dans le comté de Champagne, tandis que son frère puîné Guillaume de Dampierre hérite de l'autre partie de Saint-Dizier. Toutefois, encore trop jeunes pour exercer le pouvoir, ils sont alors sous la tutelle de leur mère Laure de Lorraine.
Jean II de Dampierre obtient également de son père sa part de la vicomté de Troyes, bien que ce titre n'ait plus beaucoup d'usage à cette période. Vers 1276, il vendra ses droits sur cette vicomté à Pierre de Chambly, fils d'un chambellan du roi Saint Louis.
En 1279, il reçoit les villes de Bailleul et de l’Écluse-lès-Douai dans le comté de Flandre de la part de sa grand-mère Marguerite de Flandre, comtesse de Flandre en échange d'une rente de 200 livres que son père possédait par droit de partage.
En 1302, il fait partie de l'ost royal français lors de l'expédition en Flandre et il combat à la bataille de Courtrai. En 1304, le roi de France repart en guerre contre les flamands et il combat bataille de Mons-en-Pévèle aux côtés de son frère Guillaume de Dampierre.
Il meurt avant 1307 et transmet ses terres à son unique fils survivant, Jean III de Dampierre.

## Mariage et enfants
Il épouse Isabelle de Brienne, fille d'Alphonse de Brienne, dit d'Acre, comte d'Eu, et de son épouse Marie d'Exoudun de la maison de Lusignan, avec qui il a deux enfants, :
- Guillaume de Dampierre, mort entre 1302 et 1307, avant ses parents ;
- Jean III de Dampierre, qui devient seigneur de Dampierre après son père et qui meurt après 1307 sans union ni postérité ;
- Marguerite de Dampierre (morte après 1315), qui devient dame de Dampierre après son frère et qui épouse Gaucher VI de Châtillon, comte de Porcien ;
- Jeanne de Dampierre (morte en 1316), qui épouse Milon de Noyers, seigneur de Noyers et maréchal de France.

## Sources
- Henri d'Arbois de Jubainville, Histoire des ducs et comtes de Champagne, tomes 4a et 4b, Paris, Librairie Auguste Durand, 1865 (lire en ligne).
- Charles Savetiez, Dampierre de l'Aube et ses seigneurs, 1884.
- Stéphane Maistre, Histoire de la maison de Dampierre, Paris, Victor Palmé, 1884 (lire en ligne).